# Wouldn't Change a Thing
"Wouldn't Change a Thing" é uma canção da trilha sonora do filme Camp Rock 2: The Final Jam, interpretada originalmente pela cantora estadunidense Demi Lovato com a participação de Joe Jonas. Foi lançada como single da trilha em 23 de julho de 2010. No início de agosto, foi lançada no Brasil uma versão em português da canção, na qual a cantora brasileira Jullie toma os vocais de Demi Lovato, continuando a parceria com Joe Jonas, intitulada "Eu Não Mudaria Nada Em Você". Também foi lançada uma versão na qual Lovato canta com a banda alemã Stanfour.

## Composição e lançamento
"Wouldn't Change a Thing" está presente no álbum Camp Rock 2 The Final Jam: Soundtrack, trilha sonora do filme protagonizado pelos cantores. Foi composta e produzida por Adam Anders, Nikki Hassman e Peer Astrom.
A canção, que vazou em 11 de julho de 2010, foi lançada oficialmente em 23 de julho de 2010 com exclusividade pela Radio Disney, sendo o quarto single da trilha sonora do filme Camp Rock 2: The Final Jam e o primeiro que é interpretado apenas por Demi Lovato e Joe Jonas, repetindo o dueto dos personagens centrais realizado anteriormente no primeiro filme da franquia, na canção "This Is Me".

## Videoclipe
O videoclipe de "Wouldn't Change a Thing" foi retirado das filmagens do filme Camp Rock 2: The Final Jam, com as cenas gravadas no filme e transformado em videoclipe, no momento em que os atores interpretam a canção no longa-metragem. Dirigido por Paul Hoen e produzido por Kevin Lafferttty e Alan Sacks, mesmos tecnicos do filme, o video mostra Demi Lovato e Joe Jonas, cantando separadamente a canção, relembrando dos momentos em que estiveram juntos, acabando por se encontrarem no final e cantarem juntos a canção, tema principal do filme.

## Desempenho nas tabelas
| Paradas (2010)                                   | Melhor posição |
| ------------------------------------------------ | -------------- |
| Canadá (Canadian Hot 100)                        | 90             |
| Reino Unido (UK Singles Chart)                   | 71             |
| Estados Unidos (Bubbling Under Hot 100 Singles), | 10             |

## Versão de Jullie e Joe Jonas
"Eu Não Mudaria Nada em Você" é um single oficial da carreira da cantora pop brasileira Jullie, presente na trilha sonora brasileira do filme Camp Rock 2 The Final Jam. Lançada oficialmente em 2 de agosto de 2010, a canção alcançou a décima quinta posição no Hot 100 Brasil.

### Composição e desenvolvimento
|                                                    | "Eu Não Mudaria Nada Em Você" Demonstração de 20 segundos de "Eu Não Mudaria Nada Em Você". |
| Problemas para escutar este arquivo? Veja a ajuda. |                                                                                             |

Composta originalmente por Adam Anders, Nikki Hassman e Peer Astrom, a canção teve sua versão em português adaptada por Jullie, que a nomeou, originalmente "Wouldn't Change a Thing", de "Eu Não Mudaria Nada em Você". A canção é uma parceria entre a cantora brasileira e um dos vocalistas dos Jonas Brothers, Joe Jonas, presente no álbum Camp Rock 2 The Final Jam: Soundtrack, trilha sonora do filme com mesmo nome protagonizado pelo cantor americano. A canção explora o tema do amor entre duas pessoas completamente opostas, que se atraem exatamente pelas diferenças que possuem, completando em um o que falta no outro, além de estar confirmada na trilha da versão brasileira de Rebelde. A canção foi também produzida por Adam Anders, Nikki Hassman e Peer Astrom, e teve os vocais de Joe Jonas gravados em Los Angeles e os vocais de Jullie gravados na cidade do Rio de Janeiro, feito a junção de ambos pelos estúdios da Walt Disney Records.

### Recepção e crítica
O jornalista Felipe Abilio, do site O Fuxico, declarou que Jullie era "uma garota de sorte por gravar um dueto com Joe Jonas, sonho de toda menina". Tanara de Araujo, do site eBand, declarou que a o dueto entre a brasileira e o cantor americano é "uma experiência de causar inveja a muitas adolescentes".

### Videoclipe
Dirigido por Paul Hoen e produzido por Kevin Lafferttty e Alan Sacks, mesmos tecnicos do filme, o videoclipe da versão de Jullie e do cantor Joe Jonas de "Wouldn't Change a Thing" foi dividido em duas partes. O video se inicia com a cantora Jullie ligando o projetor de filmes, onde aparece Joe Jonas em cenas retiradas do filme Camp Rock 2: The Final Jam, onde a Jullie canta sobre como é estar longe. As cenas são alternadas para Joe Jonas no filme Camp Rock 2: The Final Jam, onde o cantor toca violão e caminha pelo acampamento do filme, cantando de volta para Jullie. A cantora aparece posteriormente sentava à beira da piscina tocando violão, alternando para cenas em uma varanda iluminada e ainda cenas em um gramado à noite, acabando por desligar o projetor.

### Desempenho nas tabelas
| Paradas (2010)                             | Melhor posição |
| ------------------------------------------ | -------------- |
| Brasil Billboard Brasil Hot Pop            | 18             |
| Brasil Billboard Brasil Regional São Paulo | 12             |

## Versão de Demi Lovato e Stanfour
"Wouldn't Change a Thing" também é um single da cantora americana Demi Lovato, com participação da banda de pop rock alemã Stanfour. A canção é a segunda versão lançada do single, presente na trilha sonora internacional do filme Camp Rock 2: The Final Jam, em uma versão lançada na Alemanha.
Composta e produzida por  Adam Anders, Nikki Hassman e Peer Astrom, a canção foi lançada em 4 de agosto de 2010, alcançando a posição vinte e oito na German Singles Chart, parada oficial da Alemanha, além da trigésima sexta na Austrian Singles Chart, parada da Áustria e a posição noventa na Canadian Hot 100, referente ao Canadá.

### Videoclipe
Dirigido por Paul Hoen e produzido por Kevin Lafferttty e Alan Sacks, mesmos técnicos do filme, o videoclipe da versão de Demi Lovato e Stanfour de "Wouldn't Change a Thing" foi dividido em duas partes. A parte cantada por Demi Lovato é retirada das filmagens do filme Camp Rock 2: The Final Jam, com as cenas gravadas no momento em que a atriz interpreta a canção no longa-metragem. A segunda parte é composta pela banda Stanfour, onde o vocalista Alexander Rethwisch, anda pela rua até entrar em um velho cinema abandonado e ligar a câmera de filmagem, onde está passando Demi Lovato cantando sua parte da canção, fazendo a ligação entre os dois. Alexander Rethwisch continua a andar pelo velho cinema abandonado, acabando por deixá-lo e voltar a vagar pela rua.

### Desempenho nas tabelas
| País/Paradas (2010)              | Melhor posição |
| -------------------------------- | -------------- |
| Alemanha (German Singles Chart)  | 28             |
| Áustria (Austrian Singles Chart) | 36             |

## Versão de Mia Rose e Joe Jonas
"Nada Vou Mudar" é um single da cantora pop portuguesa Mia Rose, com participação do cantor estadunidense Joe Jonas, Foi lançada como single da trilha sonora de Camp Rock 2 The Final Jam em 4 de agosto de 2010 apenas em Portugal, sendo uma versão em português da canção, na qual Mia Rose canta os versos originalmente gravados por Demi Lovato, continuando a parceria com Joe Jonas.

### Videoclipe
O videoclipe, gravado no parque de campismo da Ericeira, começa com uma kombi a chegar ao acampamento, mostrando Mia Rose a andar de noite no meio de árvores com um semblante triste, chegando até um pier. Numa nova cena, a cantora aparece a tocar guitarra no parque durante a noite, enquanto jovens se divertem num jantar ao ar livre atras dela, alternada com cenas em que está num quarto escuro. São mostradas também cenas de bastidores e partes do filme Camp Rock 2: The Final Jam, incluindo cenas com Joe Jonas. Um refletor projetor de filmes é ligado, fazendo Mia Rose aparecer em cenas de Joe Jonas e vice-versa, como se estivessem tentando se encontrar. Na última cena ambos aparecem separados sentados em volta de uma fogueira, acabando com a cantora solitária com a fogueira recém-apagada.

### Desempenho nas tabelas
| País/Paradas (2010)                  | Melhor posição |
| ------------------------------------ | -------------- |
| Portugal (Top 50 Nacional Português) | 40             |

## Outras versões
| Título                    | Intérprete(s)                       | País                    | Idioma   |
| ------------------------- | ----------------------------------- | ----------------------- | -------- |
| "Per la vita che verrà"   | Finley                              | Itália                  | Italiano |
| "Nie zmieniajmy nic"      | Ewa Farna feat. Kuba Molęda         | Polónia                 | Polonês  |
| "Wouldn't Change A Thing" | Brigitta Némethy feat. Ádám Dando   | Hungria                 | Húngaro  |
| "Nu As Schimba Nimic"     | Miruna Oprea ft. Noni Răzvan Ene    | Roménia                 | Roméno   |
| "Wouldn't Change A Thing" | Sita Vermeulen feat. Dean Delannoit | Países Baixos · Bélgica | Inglês   |
| "İstemem Değişmesin"      | Atiye Deniz                         | Turquia                 | Turco    |
| "Stejný cíl mám dál"      | Ewa Farna feat. Jan Bendig          | Chéquia                 | Tcheco   |